# Tredici preludi, Op. 32
Tredici preludi, Op. 32 è una raccolta di preludi per pianoforte, composti da Sergej Vasil'evič Rachmaninov nel 1910. Assieme al Preludio in do diesis minore ed ai Dieci preludi, Op. 23, compone una suite completa di 24 preludi in tutte le tonalità maggiori e minori.

## Storia della composizione
Durante il suo tour americano del 1909 Rachmaninov iniziò a pensare ai tredici preludi dell'Op. 32. Tornato in Russia, però, dovette prima di tutto dedicarsi alla diffusione del suo terzo concerto per pianoforte. Solo successivamente Rachmaninov poté occuparsi della composizione dei preludi, che furono terminati molto rapidamente.

## Struttura della composizione
I Tredici preludi Op. 32 sono i seguenti: 
- n. 1 in do maggiore - Allegro vivace

Un pezzo vivace e piuttosto breve.
- n. 2 in si bemolle minore - Allegretto

Caratterizzato da una dolente melodia, la tonalità di si bemolle minore si manifesta chiaramente solo alla fine del brano.
- n. 3 in mi maggiore - Allegro vivace
- n. 4 in mi minore - Allegro con brio
- n. 5 in sol maggiore - Moderato
- n. 6 in fa minore - Allegro appassionato
- n. 7 in fa maggiore - Moderato
- n. 8 in la minore - Vivo
- n. 9 in la maggiore - Allegro moderato

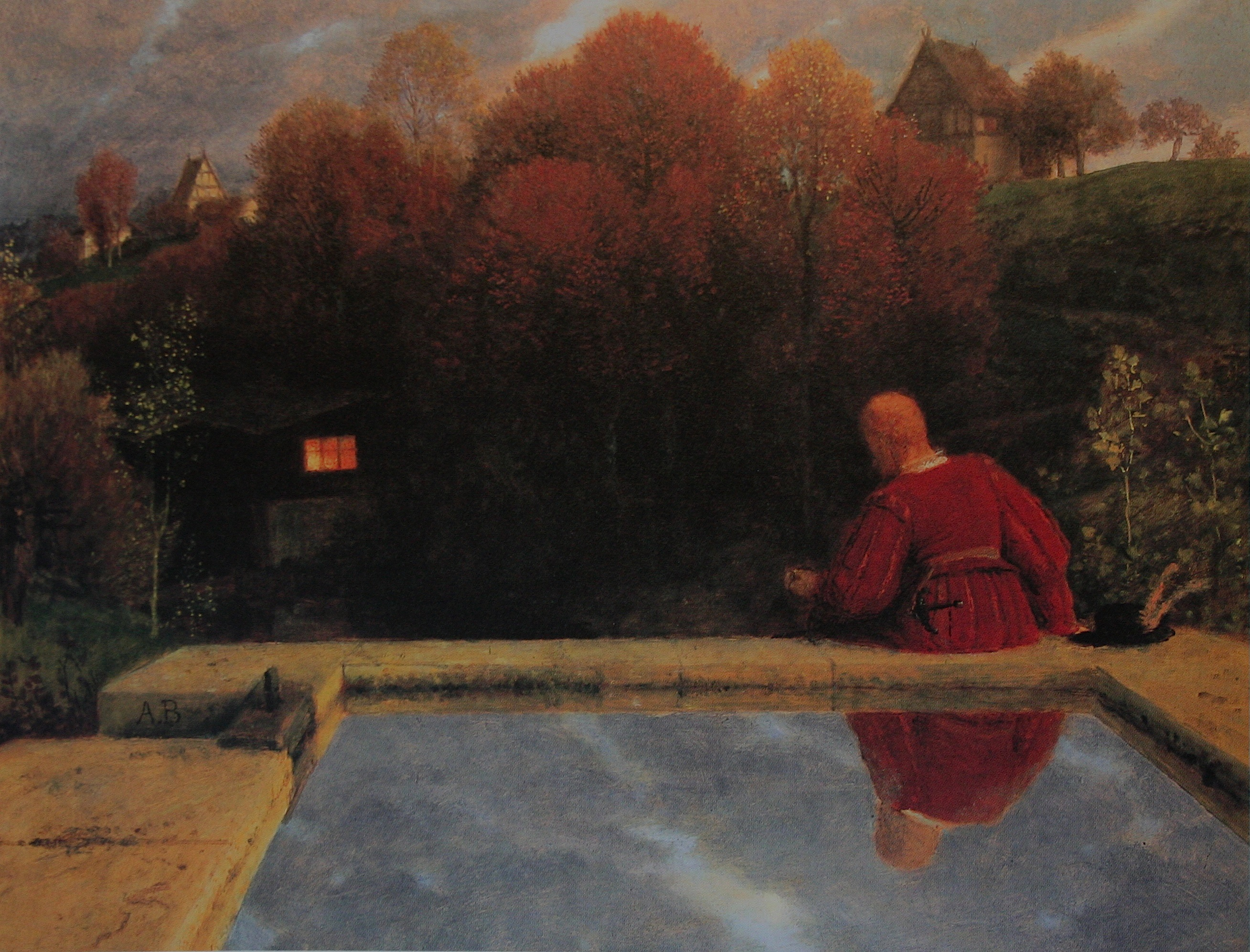
Il ritorno di Arnold Böcklin.

- n. 10 in si minore - Lento

Per la composizione del preludio n. 10 Rachamninov fu ispirato dal dipinto di Arnold Böcklin Il ritorno. Questo fu il secondo lavoro del compositore ad ispirarsi ad un dipinto di Böcklin, il primo era stato L'isola dei morti. Rachmaninov affermò anche che questo preludio era il suo preferito dell'Op. 32.
- n. 11 in si maggiore - Allegretto
- n. 12 in sol diesis minore - Allegro
- n. 13 in re bemolle maggiore - Grave - Allegro.